# Codosedo
Codosedo (llamada oficialmente Santa María de Codosedo) es una parroquia y un lugar del municipio español de Sarreaus, en la provincia de Orense, Galicia.

## Toponimia
La parroquia también es conocida por el nombre de Santa María de Codesedo.

## Historia
Hacia mediados del siglo XIX, la parroquia, ya por entonces perteneciente a Sarreaus, tenía contabilizada una población de trescientos habitantes. Aparece descrita en el sexto volumen del Diccionario geográfico-estadístico-histórico de España y sus posesiones de Ultramar de Pascual Madoz con las siguientes palabras:

CODESEDO (Sta. Maria de): felig. en la prov. de Orense (5 leg.), part. jud. de Ginzo de Limia (2), dióc. vere nullius priorato de San Marcos de Leon (40), ayunt. de Sarreaus (3/4): sit. á la falda del monte Talarin en el lim. oriental de la laguna de Antela. Combátenla todos los aires, pero con particularidad los del N.; el clima es propenso á calenturas tercianarias. Comprende, ademas del l. de su nombre, los de Ameá, Pazos y Veredo que reunen mas de 60 casas, y una escuela de primeras letras frecuentada por 50 niños, cuyo maestro tiene 400 rs. de sueldo. La igl. parr. dedicada á Santa Maria la Real, de la que es aneja Sta. Maria Magdalena de Paradiña, está servida por un cura, cuyo destino se provee por la órden militar de Santiago. Tambien hay 2 ermitas, la una titulada la Purisima Concepcion en Codesedo, y la otra San Pedro Apótol en Pazos. Confina el térm. N. felig. de Barrio (1/2 leg.); E. la de Albergaria (1); S. la de Cortegada (1/2), y O. vega ó laguna de Antela. El terreno participa de monte y llano, y es bastante feraz. Ademas de los caminos locales cruza por el térm. la vereda que dirige desde Orense por Laza á Castilla: el correo se recibe en Ginzo. prod.: trigo, centeno, maiz, castañas, habas, nabos, patatas, lino, hortalizas y frutas; sostiene ganado vacuno, caballar y lanar, siendo preferido el caballar por ser muy buenas las yeguas; hay caza de liebres, conejos y perdices, y no faltan zorros y lobos. pobl.: 59 vec., 300 almas. contr. con su ayunt. (V.)
(Madoz, 1847, p. 501)

## Organización territorial
La parroquia está formada por cuatro entidades de población:
- Ameá
- Codosedo
- O Veredo
- Pazos

## Demografía

### Parroquia
| Gráfica de evolución demográfica de Codosedo (parroquia) entre 2000 y 2023 |
|                                                                            |
| Datos según el nomenclátor publicado por el INE.                           |

### Lugar
| Gráfica de evolución demográfica de Codosedo (lugar) entre 2000 y 2023 |
|                                                                        |
| Datos según el nomenclátor publicado por el INE.                       |